# Stanleya
Stanleya é um género botânico pertencente à família Brassicaceae.